# Sota Nakazawa
Sota Nakazawa (Tokio, 26 oktober 1982) is een Japans voetballer.

## Clubcarrière
Nakazawa speelde tussen 2001 en 2006 voor Kashiwa Reysol en FC Tokyo. Hij tekende in 2007 bij Gamba Osaka.